# Jordan Bowden
Jordan Maliek Bowden (Knoxville, Tennessee; 20 de enero de 1997) es un jugador de baloncesto estadounidense que pertenece a la plantilla de los College Park Skyhawks de la G League. Con 1.96 metros de estatura, juega en la posición de escolta.

## Trayectoria deportiva

### Universidad
Jugó cuatro temporadas con los Volunteers de la Universidad de Tennessee, en las que promedió 10,3 puntos, 3,2 rebotes, 2,0 asistencias y 1,0 robos de balón por partido. Acabó su carrera como uno de los únicos cuatro Vols en totalizar 1,000 puntos, 450 rebotes y 250 asistencias.

#### Estadísticas
| Año     | Equipo    | PJ  | PT | MPP  | %TC  | %3P  | %TL  | RPP | APP | ROB | TPP | PPP  |
| ------- | --------- | --- | -- | ---- | ---- | ---- | ---- | --- | --- | --- | --- | ---- |
| 2016–17 | Tennessee | 30  | 27 | 22.8 | .371 | .315 | .841 | 2.9 | 1.3 | .9  | .2  | 7.9  |
| 2017–18 | Tennessee | 35  | 35 | 27.9 | .394 | .395 | .737 | 3.6 | 1.9 | 1.1 | .3  | 9.1  |
| 2018–19 | Tennessee | 36  | 5  | 27.8 | .459 | .378 | .817 | 3.5 | 1.9 | .9  | .3  | 10.6 |
| 2019–20 | Tennessee | 31  | 31 | 34.4 | .383 | .287 | .822 | 4.0 | 2.7 | 1.0 | .3  | 13.7 |
| total   | total     | 132 | 98 | 28.3 | .403 | .341 | .802 | 3.5 | 2.0 | 1.0 | .3  | 10.3 |

### Profesional
Tras no ser elegido en el Draft de la NBA de 2020, firmó un contrato con los Brooklyn Nets el 1 de diciembre de 2020. Fue cortado por los Nets el 11 de diciembre.
Posteriormente fue agregado a la lista del afiliado de la NBA G League de los Nets, los Long Island Nets. Hizo su debut con el equipo en su apertura de temporada el 10 de febrero de 2021; anotando 4 puntos y capturando 1 rebote en 8 minutos. El 5 de marzo anotó 20 puntos y capturó 11 rebotes en una victoria contra Memphis Hustle. Acabó la temporada promediando 7,8 puntos y 3,0 rebotes por partido.
El 11 de octubre de 2021 firmó nuevamente con los Brooklyn Nets, pero fue despedido al final de la pretemporada el 15 de octubre. El 25 de octubre fue nuevamente incluido en la lista de pretemporada de los Long Island Nets.
En la temporada 2022-23 logró sus mejores registros como profesional, tras promediar 17,4 puntos y 4,2 rebotes por encuentro.
El 16 de julio de 2023 firmó con el SLUC Nancy Basket de la LNB Pro A francesa. El 17 de enero de 2024 dejó el equipo.
El 23 de enero de 2024, Bowden se unió a los Maine Celtics. El 12 de febrero de fue traspasado a los College Park Skyhawks a cambio de una selección de primera ronda del draft de 2025.
En mayo de 2024, se une a los Montreal Alliance de la Canadian Elite Basketball League.
Tras unirse durante la pretemporada en julio, a finales de septiembre de 2024, consigue un contrato no garantizado con Atlanta Hawks de la NBA. Fue despedido dos días más tarde, y el 26 de octubre regresó a los College Park Skyhawks.